# Munō no Hito
Munō no Hito (無能の人, lit. L'home sense talent) és un manga japonès escrit i il·lustrat per Yoshiharu Tsuge, serialitzat originalment a la revista de manga Comic Baku de 1985 a 1986. Es tracta d'una novel·la watakushi-shōsetsu (o "novel·la del jo"), un gènere de literatura semi-autobiogràfic centrat en les gestes d'un antic autor de manga empobrit que intenta mantenir a la seva família mitjançant maldestres feines que parteixen d'esquemes fallits. Munō no Hito va ser l'últim treball important publicat per Tsuge abans de la seva retirada del manga.
Tot i que Munō no Hito no va tenir un èxit comercial particular durant la seva publicació original, el llançament d'una adaptació cinematogràfica live-action el 1991 va provocar un renovat reconeixement tant per a Munō no Hito com per a l'obra de Tsuge en general. L'edició recopilada de Munō no Hito es convertiria en un èxit de vendes i en l'obra més popular de Tsuge.

## Sinopsi

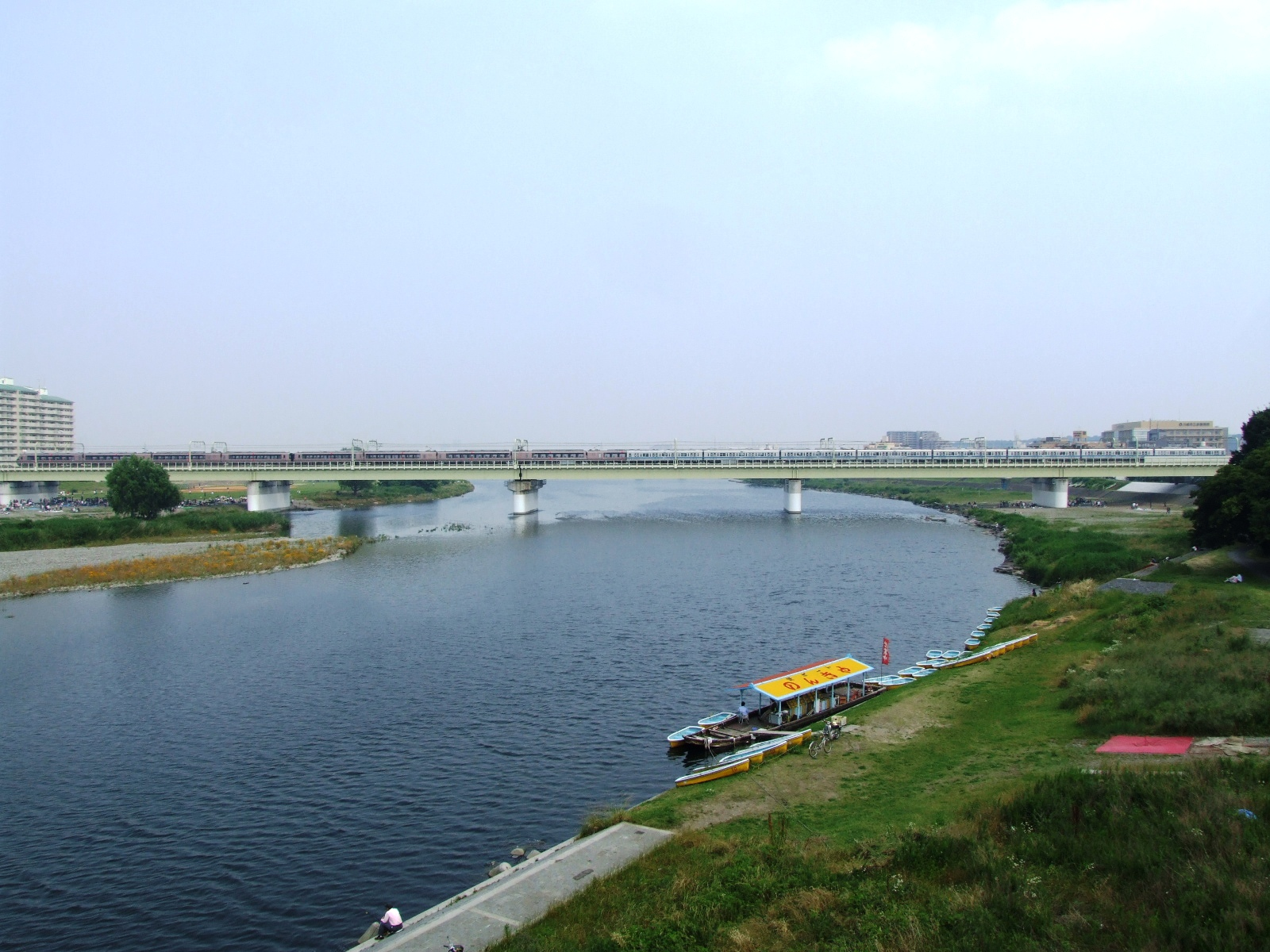
Riu Tama

Munō no Hito està ambientat al municipi de Chōfu, situat a l'oest de Tòquio, on l'antic autor de manga Sukezo Sukegawa viu en la indigència amb la seva dona i fill petit. El seu orgull i obstinació li impedeixen buscar activament nous treballs com a mangaka, per la qual cosa es conforma en obtenir uns ingressos minsos mitjançant diverses feines i mals negocis, com ara la venda de pedres a la vora del riu Tama o la restauració de càmeres antigues.

## Producció i llançament
Munō no Hito és una watakushi-shōsetsu (o "novel·la del jo"), un gènere de literatura semi-autobiogràfica esdevingut popular al Japó a principis del segle XX. Les històries del gènere solen centrar-se en el personatge principal, un alter ego l'autor, mentre fa front a la pobresa, la feina o la vida sentimental. Tsuge va ser una figura important en la importació de la novel·la watakushi-shōsetsu al manga, començant amb la seva sèrie Numa (沼, "el pantà"), publicada a la revista de manga experimental Garo el 1966. La trama de Munō no Hito es basa en la pausa Tsuge que es va prendre com a mangaka entre 1981 i 1984, encara que el traductor Ryan Holmberg assenyala que els mangues de Tsuge incorporen elements de ficció i realisme màgic i que «poques vegades, i possiblement mai, són transcripcions directes de la seva vida personal».
Munō no Hito va ser serialitzat a la revista de manga Comic Baku de 1985 a 1986. El primer capítol de la sèrie, Venent pedres, es va publicar al número de primavera de 1985. Fou l'últim treball important publicat per Tsuge abans de la seva retirada el 1987.
La sèrie es va imprimir per primera vegada com a edició independent el 1987, i com a edició de tapa dura el 1988. Des de llavors s'ha tornat a imprimir regularment.

## Adaptacions i altres mitjans
Una adaptació cinematogràfica en live-action de Munō no Hito en anglès, amb el títol de Nowhere Man, es va estrenar el 1991. La pel·lícula va ser dirigida i protagonitzada per Naoto Takenaka en el seu debut com a director, i coprotagonitzada per Jun Fubuki i Kotaro Santo (ja) amb guió de Toshiharu Maruichi i música de Gontiti. El novembre de 1991, Garo va publicar un número especial sobre Munō no Hito coincidint amb l'estrena de l'adaptació cinematogràfica. Les contribucions al número es van publicar aquest mateix any com a llibre titulat Advice from The Man Without Talent.

## Recepció

### Recepció crítica
Munō no Hito ha estat àmpliament aclamat per la crítica, amb la seva traducció a l'anglès catalogada per The Guardian com una de les millors novel·les gràfiques del 2019, i rebent crítiques destacades tant de la revista Publishers Weekly com de Kirkus Reviews. El manga va rebre particularment elogis pel seu dibuix, amb Eric Margolis de The Japan Times lloant els «angles cinematogràfics i fotogrames composts» de Tsugue, i Brian Nicholson de The Comics Journal lloant el detallat fons, en gran constrast amb el «disseny patètic del personatge» de Sukezo. Així mateix, el seu tractament de la indigènica i la classe treballadora va rebre també elogis, amb el crític de manga Takano Shinzo (ja) comentant de Munō no Hito ser «el llibre de text perfecte per veure a través de les condicions actuals del capitalisme avançat i la societat de classe mitjana», i Nicholson assenyalant com el manga s'estén més enllà de la mera autocompasió perquè el protagonista examini «com la necessitat de tenir diners sota el capitalisme fabriquen un autoodi que porta a una incapacitat encara més gran de maniobra».
Segons els divulgadors catalans Estrada i Bernabé, «tot i que la premisa de l'obra invita poc a llegir-la, un cop et submergeixes en les seves pàgines no pots deixar de llegir», calificant Munō no Hito com «una obra mestra del manga més underground que, sense ser ni molt menys per a tots els públics, deleitarà al lector veterà que cerqui quelcom de diferent».
L'adaptació cinematogràfica fou guardonada amb el Premi FIPRESCI al Festival de Cinema de Venècia el 1991.

### Llegat i impacte

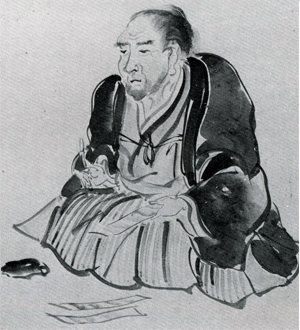
ja

Munō no Hito no va tenir cap èxit comercial particular durant la seva serialització original, amb una tirada de la revista Comic Baku que mai va superar les 5.000 còpies. L'estrena de l'adaptació cinematogràfica de la sèrie, que va coincidir amb l'esclat de la bombolla dels preus dels actius japonesos, va provocar un renovat reconeixement de Munō no Hito per part de la crítica, i de les obres de Tsuge en general. Aquest anomenat "boom de Tsuge" va donar lloc a un augment substancial de la popularitat de l'autor i va afavorir noves adaptacions al cinema de diversos dels seus mangues. L'edició recopilada de Munō no Hito es convertiria en un èxit de vendes, amb el traductor Ryan Holmberg en la versió anglesa que va descriure la sèrie com «probablement l'obra més popular i accessible de Tsuge». Aquest reconeixement renovat també va provocar un renaixement de la popularitat del poeta de haiku Inoue Seigetsu (ja), la poesia de la qual és destacada al capítol final del manga.